# David Mervyn Blow
David Mervyn Blow FRS (Birmingham, 27 de junho de 1931 — Appledore (North Devon), 8 de junho de 2004) foi um biofísico britânico.